# 1960年太平洋颱風季
| 太平洋颱風季             |
| 主題頁 - 專題 - 編輯指南 |

1960年太平洋颱風季泛指在1960年全年內的任何時間，於赤道以北及國際換日線以西的太平洋水域，以及南中國海所產生的熱帶氣旋。雖然有關方面並沒有設下本颱風季的指定期限，但大部份於西北太平洋的熱帶氣旋通常都會於五月至十二月期間形成。
本條目的範圍僅侷限於赤道以北及國際換日線以西的太平洋及南海的水域。於赤道以北及國際換日線以東的太平洋水域產生的風暴則被稱為颶風，並被列入1960年太平洋颶風季。在西太平洋產生的熱帶風暴是由聯合颱風警報中心命名，國際編號為60xx。而凡進入或產生於菲律賓風暴責任範圍以內的熱帶低氣壓，菲律賓大氣地理天文部門 (PAGASA) 都會為它們訂立一個菲律賓名稱，作當地警報用途；因此同一個風暴有時候會有兩個不同的名稱。
8月23日，贝丝、卡门、黛拉、艾琳、费依等5个台风同时出现而形成的“五旋共舞”。由于当时这5个台风构成了一个类似倒置的奥运五环的形状且当年举办了罗马奥运会，这个现象也被称为“五环台风”。
以下各熱帶氣旋資訊以熱帶氣旋存在期間的最強形態為準。

## 已被國際命名的熱帶氣旋
在1960年，有32個熱帶低氣壓形成，其中27個增強成熱帶風暴，19個增強成颱風，2個更增強成超級颱風。

### 颱風凱倫 (Karen)
凱倫在菲律賓導致56人死亡，7000人無家可歸，造成200萬美元（1960美元）的農作物和財產損失。

### 颱風瑪麗 (Mary)
1960年6月3日生成，經過南海中、北部之後，再於6月9日在香港西北偏西約10公里掠過，並對香港造成災害。根據實測風力，未有測到持續颶風，皇家香港天文台只考慮到風向轉為西南時，大廈所承受的陣風。這是一個達標，但是風力弱的十號風球。

### 颱風歐莉芙Olive
6月23日，菲律賓東部出現一個熱帶低氣壓，它向西北移動同時進入了近乎理想的環境，使它成為颱風並獲命名為歐莉芙，又在形成後僅42小時便達到233公里每小時的最大風速。由於缺乏從菲律賓群島到風暴西部的流入氣流，歐莉芙在菲律賓東部登陸時風速減弱到201公里每小時。它在穿越菲律賓時迅速減弱至熱帶風暴，但在南海再次增強。它轉為偏西方向移動後，在6月29日以130公里每小時的颱風強度吹襲華南地區。歐莉芙先後經過陸地和北部灣上並迅速減弱，6月30日消散。
六至八英尺的風暴潮淹沒馬尼拉大部分地區，造成廣泛的財產和運輸損失，高達203.2毫米的降雨引發洪水和大量山泥傾瀉事件。呂宋島東南部大約八成的農作物被洪水摧毀，並造成404人死亡。至少有3.2萬座建築物被風暴摧毀，造成3000萬美元的損失，此外暴風雨過後的這段時間裡，將近6萬人無家可歸。期間歐莉芙帶來的7.3米漲潮，令許多沿海的國防軍艦沉沒或擱淺。中國大陸和香港同樣遭受歐莉芙而來的大雨，雖然沒有人員傷亡的報導，但風暴對農作物造成中等程度的損害。
| 皇家香港天文台 熱帶氣旋警告信號 | 皇家香港天文台 熱帶氣旋警告信號 | 皇家香港天文台 熱帶氣旋警告信號 |
| ------------------------------- | ------------------------------- | ------------------------------- |
| 上一熱帶氣旋                    | 一號風球                        | 下一熱帶氣旋                    |
| 颱風瑪麗                        | 一號風球                        | 無名熱帶風暴                    |
| 颱風瑪麗                        | 三號風球                        | 熱帶風暴愛娜絲                  |
| 颱風瑪麗                        | 六號風球                        | 颱風愛麗斯                      |
| 颱風瑪麗                        | 七號風球                        | 颱風愛麗斯                      |
| 颱風瑪麗                        | 八號風球                        | 颱風維奧娜                      |

### 颱風崔絲Trix
颱風崔絲緊接颱風雪莉吹襲台灣，「至8月9日（影響台灣）風力轉弱」。

### 颱風卡門Carmen
一热带低压于8月16日生成。之后它持续北移，增强为一风速85英里/时（137千米/时）的台风。卡门在北移过程中失去强度，于23日以50英里/时（80千米/时）的强度登陆韩国并带来了15米（50英尺）的巨浪；造成24人死亡与2百万美元（1960年美元）的损失。
卡门拥有记录以来最大的风眼，与1997年的台风温妮持平；冲绳岛的雷达显示它的风眼直径超过200英里（320公里）。

### 超級颱風歐菲莉Ophelia
路徑最長的熱帶氣旋，共行走了約15000公里。 形成
1960年11月21日
消散
1960年12月10日（12月6日之後轉化為溫帶氣旋）

## 未被國際命名的熱帶氣旋
除了被命名的熱帶氣旋外，還有一些沒被命名的熱帶低氣壓的熱帶氣旋。以下列出那些熱帶氣旋的資料。

## 熱帶氣旋名單
| - Agnes 29W - Bess 30W - Carmen 31W - Della 32W - Elaine 33W - Faye 34W - Gloria 35W - Hester 36W - Irma 38W - Judy 44W - Kit 47W - Lola 48W - Mamie 50W - Nina 51W - Ophelia 53W - Phyllis 56W - Rita - Susan - Tess - Viola - Winnie | - Alice - Betty - Cora - Doris - Elsie - Flossie - Grace - Helen - Ida - June - Kathy - Lorna - Marie - Nancy - Olga - Pamela - Ruby - Sally - Tilda - Violet - Wilda | - Anita - Billie - Clara - Dot - Ellen - Fran - Georgia - Hope - Iris - Joan - Kate - Louise - Marge - Nora - Opal - Patsy - Ruth - Sarah - Thelma - Vera - Wanda | - Amy - Babs - Charlotte - Dinah - Emma - Freda - Gilda - Harriet - Ivy 2W - Jean 3W - Karen 6W - Lucille 7W - Mary 8W - Nadine 9W - Olive 12W - Polly 19W - Rose 21W - Shirley 22W - Trix 24W - Virginia 27W - Wendy 28W |